# هوكستون (كامبريدجشير)
هوکستون (كامبريدجشير) (بالإنجليزية: Hauxton)‏ هي قرية و أبرشية مدنية تقع في المملكة المتحدة في إنجلترا. يقدر عدد سكانها بـ 687 نسمة .